# 舞阳县
舞阳县是中华人民共和国河南省漯河市下辖的一个县，位于河南省中南部，面积 776平方公里，属温热带季风型大陆性气候，县人民政府驻舞泉镇人民路。

## 行政区划
舞阳县下辖10个镇、4个乡：
舞泉镇、吴城镇、北舞渡镇、莲花镇、辛安镇、孟寨镇、太尉镇、侯集镇、九街镇、章化镇、文峰乡、保和乡、马村乡和姜店乡。

## 人口
截至2020年11月1日零時，舞陽縣常住人口為44.71萬人。

## 交通
- 宁洛高速过境。
- 240国道过境。
- 河南省省道 S238，S220，S240，S330 过境。

## 历史
舞阳，夏禹时即得名。春秋战国时期，全境先后分属楚、韩、魏等国。战国时称之为合伯。一作合膊。在今舞阳县南。产利剑。《战国策·韩策一》:“韩卒之剑戟，皆出于冥山、棠溪、墨阳、合伯。”相传韩卒所用剑戟，都出于合伯等地。
舞阳县始于秦置，属颍川郡，当时县治位于今县城西北，因位于舞水之阳而得名。
三国属魏之襄城郡。南朝宋时废。
唐开元四年（716年）复置，属仙州，县治位于今北舞渡镇，后改属许州（738年），818年县治改至吴城。
北宋时属颍昌府。金时（1208年）移县治于今地，属裕州。
蒙元间曾废，后恢复。清代属南阳府。民国初属河南汝阳道。1927年直属河南省。
1947年中共占领舞阳，属豫陕鄂行政区底七专区。1948年6月，改属豫西行政区第二专区。1949年2月，改属许昌专区。
1973年12月，析出枣林、武功、尹集、杨庄、尚店、八台6个公社，置省辖舞阳工区（今平顶山市舞钢市）。1982年2月属漯河市。

## 古迹遗址
古文化遗址：有贾湖、阿岗寺、东不羹城、胡国城、简襄王城、周汉舞阳故城等40余处。

文物古迹：城隍庙、山陕会馆、彼岸寺、樊哙墓、北舞渡山陕会馆（其中的彩牌楼被称为清代河南牌楼建筑之冠）

### 贾湖遗址
贾湖遗址位于县城北20多公里北舞渡镇贾湖村，属裴李岗文化遗址。
这里曾经出土了距今约7700年的骨笛，是中国音乐考古界的一大发现。这些骨笛由丹顶鹤的肢骨制成，长约20厘米，已能吹奏六至七声音阶，是一种比较成熟的乐器，被称为“中华第一笛”。英国《自然》杂志曾经以此作为封面来报道这一重大考古发现。
遗址中还发现有栽培粳稻遗迹，碳化稻米数千粒。有数十个龟甲契刻符号，被学术界具有原始文字性质。

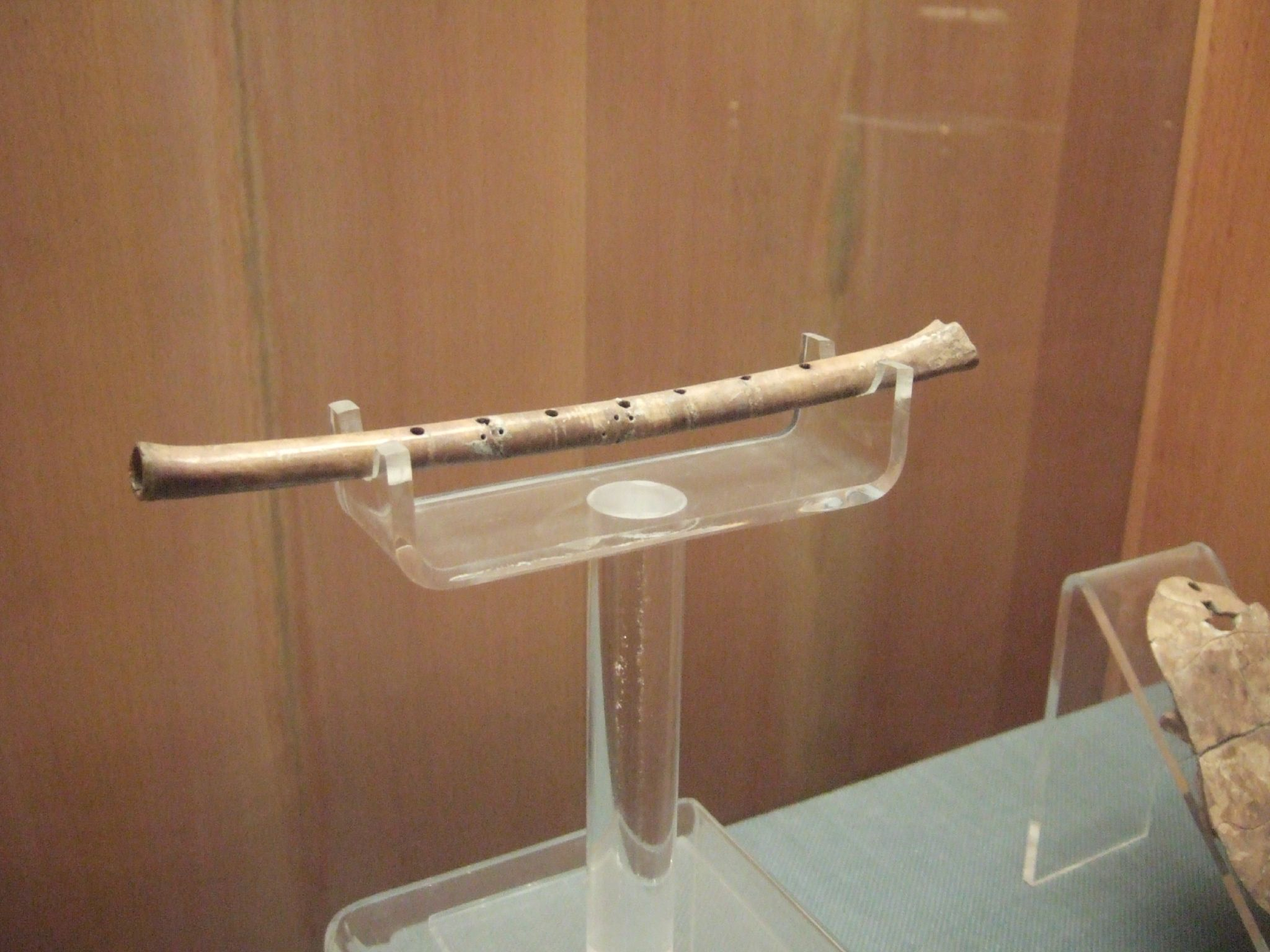
中华第一笛

### 其他古遗址
阿岗寺遗址 位于马村乡岗寺村西北，1983年6月20日河南省人民政府公布为省级文物保持单位，出土过石器、骨器、陶器200多件，有生产用品、生活用品，属新石器时代遗址。
湖南郭遗址 位于侯集镇湖南郭村南，新石器时代遗址，有15万平方米，是融合有多种文化类型的遗址。出土大量陶器，有红陶、彩陶、夹蚌末陶、黑陶、条纹灰陶。
大悲寺遗址 位于吴城镇惠庄村西北三里的稻田河，是新石器时代古文化遗址（非寺庙），出土陶器及烧陶遗址。因遗址上曾建有大悲寺而名。
东不羹城遗址 位于章化乡前古城、后古城村，为春秋时期的嬴姓國之一東不羹國的故城，遗址城周长5500米，发掘出青铜剑、铸剑范、铜壶、楚国金质币，还有楚、魏、韩等国铜质币。城址附近还发现周、汉墓群。
胡国城遗址 为春秋姬姓胡国城址，位于莲花镇胡城集村，周长1360米。在此发现了大量黑土、烧土、陶片、瓦当等物。
简襄王城 位于章化乡简城村东南，城墙已无痕迹，但在旁边沙河岸发现夯土层，出土过战国墓、陶器、青铜剑等物。
周汉舞阳故城 在今县城，外城为战国至东汉故城，周长6500米，内城建成时期已不可考。城内有樊侯城遗址，相传为樊哙故居；另有建于明代的樊侯祠，现为华店小学。
著名人物：
- 郭代偉：歷史學家，著作有<南北戰爭中的華人>，<美國南方華人史>，<美中史蹟尋蹤>等等.